# Wonder Lake (Illinois)
Wonder Lake is een dorp in de Amerikaanse staat Illinois, en valt bestuurlijk gezien onder McHenry County.

## Demografie
Bij de volkstelling in 2000 werd het aantal inwoners vastgesteld op 7463.

## Geografie
Volgens het United States Census Bureau beslaat de plaats een oppervlakte van 18,7 km², waarvan 16,2 km² land en 2,5 km² water.

## Plaatsen in de nabije omgeving
De onderstaande figuur toont nabijgelegen plaatsen in een straal van 8 km rond Wonder Lake.